# معلوماتية الري
معلوماتية الري ، هو حقل أكاديمي ناشئ حديثاً، وعلم يتقاطع مع التخصصات الأخرى في استخدام المعلوماتية لدراسة تدفق المعلومات، وإدارة البيانات ذات الصلة بـ الري. والحقل هو أحد التخصصات المعلوماتية الفرعية العديدة والجديدة التي تستخدم علم المعلومات، وتطبيقات معالجة المعلومات، وهندسة نظم المعلومات لدفع عجلة علم الفيزياء الحيوية أو حقل الهندسة.

## المحتويات
الخلفية 

زيادة الإنتاجية الزراعية مسعاً تتوق له الحكومات وقطاع الصناعة، مدعوماً بالإدراك بأن الإنتاج الغذائي العالمي يجب مضاعفتة في القرن 21 لإطعام الأعداد المتزايدة من السكان  ومع أن الري يشكل 36 ٪ من الإنتاج العالمي للأغذية ، إلا أن الأراضي الجديدة لنمو الري محدودة جداً ، لذا يجب زيادة كفاءة الري. وحيث أن علم الري هو حقل ناضج ومستقر، فإن باحثين الري يتطلعون إلى العلوم المتعددة التخصصات لتحقيق مكاسب عن الإنتاج والمعلوماتية كعلم واحد يتماشى مع العلوم الأخرى مثل العلوم الاجتماعية. وتمثل الكثير من مقتبسات العمل في مجال معلوماتية الري نجاح ملحوظ لمجالات المعلوماتية الأخرى مثل نظم المعلوماتية الصحية.

## البحوث الحالية
معلوماتية الري هي إلى حد كبير جزءا من البحوث الأوسع في مجال الري حيثما تستخدم تكنولوجيا المعلومات أو نظم البيانات، ولكن ليس دائما مصطلح المعلوماتية يستخدم لوصف البحوث التي ترتبط بنظم الحاسب وإدارة البيانات لذلك فإن علم المعلومات أو تكنولوجيا المعلومات قد تستخدم تبادلياً. وهذا يقودنا إلى عدد كبير من مقالات معلوماتية الري التي لا تستخدم مصطلح معلوماتية الري. ولا يوجد حاليا أي منشورات رسمية (مجلات علمية دورية) تركز على معلوماتية الري مع المنشور الذي على الأرجح أن يقدم مقالات عن موضوع الحاسوب والإلكترونيات في الزراعة أو أحد المجلات العلمية الدورية الكثيرة عن علم الري مثل علم الري.

## التطبيقات الحالية
معلوماتية الأرصاد الجوية، كما هو الحال مع جميع المعلوماتية، يتزايد استخدامها للتعامل مع الكميات المتزايدة من البيانات المتوفرة من أجهزة الاستشعار، وأجهزة الاستشعار عن بعد، والنماذج العلمية. وقد نفذ مؤخراً المكتب الأسترالي للأرصاد الجوية تنسيق لبيانات XML، والمعروفة باسم تنسيق نقل بيانات المياه (WDTF) والمعيار المستخدم من قبل هيئات الحكومة الأسترالية والموردين لبيانات الأرصاد الجوية عند تسليم البيانات إلى المكتب. هذا التنسيق يشمل مواصفات لـ التبخر ولمعلمات الطقس الأخرى المفيدة لأغراض الري، والتي يمكن استخدامها خلال تطبيقات معلوماتية الري.